# Иван Шувалов
Иван Шувалов е руски държавен деятел, основател на Императорската художествена академия. Той е първият министър на образованието в Русия.

## Биография
Роден е на 1 ноември 1727 г. в Москва. Баща му умира, когато той е на 10-годишна възраст. През 1741 г. Елисавета Петровна се възкачва на руския престол благодарение на братовчедите му Петър и Александър, което сближава семейството му с императорския двор. След няколко месеца започва и неговата любовна връзка с императрицата. След тази връзка той никога не се жени и няма деца.
През 1757 г. неговият проект за Имперска академия на изкуствата е приет. Тя е построена в Санкт Петербург на мястото на неговия дворец. Целта на академията е да обучи множество млади момчета от всички социални кръгове на Русия. Година по-късно дарява своята колекция от творби на изкуството (картини, портрети). Първият превод на Илиада на руски език е направен от поета Костров именно в тази академия.
Умира на 14 ноември 1797 г. в Санкт Петербург. Погребан е в Александро-Невската лавра.
През 2003 г. е издигната негова статуя в академията му. Друга негова статуя е издигната пред библиотеката на Московския университет през 2004 г.